# Yuma
Yuma je město v okresu Yuma County ve státě Arizona ve Spojených státech amerických. Nachází se na jihozápadě Arizony jen několik kilometrů od hranice s Kalifornií a s Mexikem. 
K roku 2020 zde žilo 95 548 obyvatel. S celkovou rozlohou 313 km² byla hustota zalidnění 305 obyvatel na km². Podle Guinessovy knihy rekordů jde o vůbec „nejslunečnější“ město na zemi, neboť se v něm v průběhu roku 91 % času vyskytuje slunečné a teplé počasí. Yuma je zároveň populární destinací pro Američany přijíždějící ze severu, kteří ve městě tráví zimu. Díky mimořádně slunečnému a teplému podnebí je město a jeho okolí zároveň vhodné pro zemědělství, přičemž v jeho okolí se pěstuje asi 175 typů plodin, nejčastěji hlávkový salát. Ve městě se zároveň nachází několik vojenských základen. 